# Ammonium-6-molybdoniccolat(II)
Bei Ammonium-6-molybdoniccolat(II) handelt es sich um eine Polyoxometallat-Spezies des Molybdän.

## Darstellung
Zur Darstellung von Ammonium-6-molybdoniccolat(II) wird in siedendem Wasser Ammoniumheptamolybdat-Tetrahydrat mit Nickelsulfat umgesetzt. Anschließend wird Ammoniumchlorid hinzugefügt.

## Eigenschaften
Bei Ammonium-6-molybdoniccolat(II) handelt es sich um ein Heteropolymolybdat, welches hellblaue Kristalle bildet. Es kristallisiert in der Raumgruppe P21/a (Raumgruppen-Nr. 14, Stellung 3) mit den Gitterparametern a = 11,99 Å, b = 11,13 Å, c = 11,38 Å und β = 109,3°.